# Planina pod Golico
Planina pod Golico (IPA: [plaˈniːna pɔd ɡɔˈliːtsɔ]) è un insediamento (naselje) di 598 abitanti, della municipalità di Jesenice nella regione statistica dell'Alta Carniola in Slovenia.